# Torgauer Zeitung
Die Torgauer Zeitung (TZ) ist eine regionale Tageszeitung, die in Torgau erscheint. Ihr Verbreitungsgebiet erstreckt sich über den ehemaligen Kreis Torgau. Bis auf das Gebiet der Gemeinde Mockrehna, wo auch die Regionalausgabe Delitzsch-Eilenburg der Leipziger Volkszeitung erscheint, ist das Verbreitungsgebiet der TZ ein Einzeitungskreis. Die Torgauer Zeitung gehört seit 2020 mehrheitlich zur Madsack Mediengruppe und damit zum Redaktionsnetzwerk Deutschland (RND).

## Geschichte
Seit 1805 erschien das Torgauer Kreisblatt, welches mit der  Ausgabe 250 im Jahr 1920 (1. November) den neuen Titel Torgauer Zeitung erhielt. Sie erschien bis mindestens Juni 1943.  Umfangreiche Bestände der Zeitung bis zum Jahr 1932 befinden sich in der Universitäts- und Landesbibliothek Sachsen-Anhalt in Halle (Saale).
Im Januar 1990 erschien nach der wiedererlangten Pressefreiheit in der DDR bei der Torgauer Verlagsgesellschaft das Neue Torgauer Kreisblatt (NTK). Zusätzlich erschien ab 1. Oktober 1991 die Torgauer Allgemeine als Regionalausgabe der Leipziger Volkszeitung (LVZ). Beide Titel stellten zum 31. März 2000 ihr Erscheinen ein und wurden zur neuen Torgauer Zeitung verschmolzen. Die Zeitung erschien in der Torgauer Verlagsgesellschaft, an der die Familie Röhm Mehrheitseigentümer war. Die LVZ blieb über ihre Leipziger Verlags- und Druckereigesellschaft (LVDG) minderheitsbeteiligt.
2020 wurden die Pläne der Verlagsgesellschaft Madsack, Eigentümer der LVDG,  bekannt, die Mehrheit der Anteile an der Zeitung zu erwerben. Bis dahin hielt Madsack über die LVDG 24,9 Prozent an der Zeitung. Nach der Genehmigung durch das Bundeskartellamt stockte der Medienkonzern seinen Anteil durch Ankauf von der Eigentümerfamilie auf 50,09 Prozent auf.

## Auflage und Verbreitung
Die Torgauer Zeitung hat in den vergangenen Jahren erheblich an Auflage eingebüßt. Die verkaufte Auflage ist in den vergangenen 10 Jahren um durchschnittlich 5,5 % pro Jahr gesunken. Im vergangenen Jahr hat sie um 8,7 % abgenommen. Sie beträgt gegenwärtig 5089 Exemplare. Der Anteil der Abonnements an der verkauften Auflage liegt bei 94,4 Prozent.
| 1998 | 1999 | 2000  | 2001  | 2002  | 2003  | 2004  | 2005  | 2006  | 2007  | 2008  | 2009  | 2010  | 2011 | 2012 | 2013 | 2014 | 2015 | 2016 | 2017 | 2018 | 2019 | 2020 | 2021 | 2022 | 2023 | 2024 |
| ---- | ---- | ----- | ----- | ----- | ----- | ----- | ----- | ----- | ----- | ----- | ----- | ----- | ---- | ---- | ---- | ---- | ---- | ---- | ---- | ---- | ---- | ---- | ---- | ---- | ---- | ---- |
|      | 7512 | 13841 | 13523 | 13081 | 12783 | 12398 | 11877 | 11428 | 11061 | 10750 | 10545 | 10227 | 9953 | 9631 | 9362 | 8970 | 8663 | 8202 | 7899 | 7492 | 7229 | 7022 | 6750 | 6146 | 5576 | 5089 |

Im zweiten Quartal 2014 begann der Vertrieb als ePaper, dessen Verkaufszahl seither in der Auflage enthalten ist.

## TZ-Mediengruppe
Neben der Torgauer Zeitung erscheint bei der Torgauer Verlagsgesellschaft das redaktionell betreute Lifestyle-Magazin Nachtfalter. Darüber hinaus wird das SonntagsWochenBlatt als kostenloses Anzeigenblatt in verschiedenen Ausgaben für die Regionen Torgau, Oschatz, Riesa und Elbe-Elster (Bad Liebenwerda, Herzberg) herausgegeben. Deren Gesamtauflage beträgt 112.000 Exemplare.
Im digitalen Bereich ist die TZ mit dem Nachrichtenportal torgauerzeitung.com vertreten. Darüber hinaus betreibt der Verlag die Portale TZ-Trauer und Elblandjobs sowie die Firmenportale Torgau-City, Riesa-City und Oschatz-City und verschiedene Apps.  Die digitalen Angebote wurden unter der Dachmarke elbland24 gebündelt.